# Сёстры Мирабаль
Сёстры Мирабаль (исп. Las Hermanas Mirabal) — четыре сестры-доминиканки, три из которых были убиты по приказу диктатора Рафаэля Трухильо за участие в борьбе Революционного движения 14 июня.
Патрия, Минерва и Мария-Тереса Мирабаль стали национальными героинями Доминиканской республики, в их честь была названа провинция республики.

## Сёстры
| Полное имя                                                                     | Имя                         | Дата рождения   | Дата смерти    |
| ------------------------------------------------------------------------------ | --------------------------- | --------------- | -------------- |
| Па́трия Мерсе́дес Мираба́ль Ре́йес (Patria Mercedes Mirabal Reyes)                 | Па́трия (Patria)             | 27 февраля 1924 | 25 ноября 1960 |
| Бе́льхика Аде́ла Мираба́ль Ре́йес (Bélgica Adela Mirabal Reyes)                    | Деде́ (Dedé)                 | 1 марта 1925    | 1 февраля 2014 |
| Мари́я Архенти́на Мине́рва Мираба́ль Ре́йес (María Argentina Minerva Mirabal Reyes) | Мине́рва (Minerva)           | 12 марта 1926   | 25 ноября 1960 |
| Анто́ния Мари́я Тере́са Мираба́ль Ре́йес (Antonia María Teresa Mirabal Reyes)       | Мари́я Тере́са (María Teresa) | 15 октября 1935 | 25 ноября 1960 |

## Биография
Сёстры Мирабаль: Патриа, Минерва, Деде и Мария Тереса родились недалеко от доминиканского города Салседо в населённом пункте Охо-де-Агуа. Три сестры, Патриа, Минерва и Мария Тереса, были политическими активистками и боролись с режимом, который установил в стране Рафаэль Трухильо.
Одной из часто употребляемых фраз диктатора Трухильо была такая: «Тот, кто не мой друг — мой враг, и, следовательно, он за это поплатится». Сёстры, как и их мужья, неоднократно попадали в тюремные застенки. Все они являлись членами подпольного общества «Революционного движения 14 июня», которое возглавлял муж Минервы Маноло Таварес Хусто. В народе сёстры  Мирабаль получили прозвище «Бабочки Мирабаль».

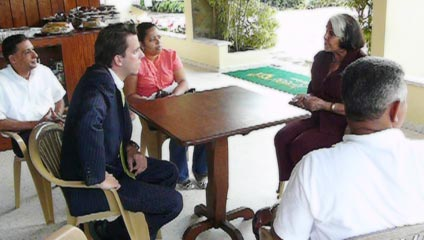
Деде Мирабаль (единственная сестра, пережившая 25.11.1960) с журналистами в музее Сестёр.

25 ноября 1960 года три из четырёх сестёр Мирабаль (Мария Тереса, Патриа, Минерва) и Руфино де ла Крус отправились на свидание со своими супругами, которые в очередной раз были арестованы режимом Трухильо. По дороге домой после свидания их поджидала засада. Сотрудники секретной полиции диктатора Трухильо зверски забили палками сестер Мирабаль, а их тела сбросили с обрыва, на дне которого позднее были найдены местными жителями.
Известие о подобной расправе над боровшимися с политическим режимом женщинами вызвало шок и возмущение у населения Доминиканской Республики. Политическое движение против диктатуры Трухильо усилилось. 30 мая 1961 года кортеж генерала попал в засаду, и диктатор был застрелен, а его режим пал.
Спустя 50 лет после смерти героинь доминиканцы чтят память о них: написаны книги, стихи и песни, сняты художественные фильмы. Экспозиция вещей сестёр представлена в Национальном музее истории и географии.
8 марта 1997 года в столице страны Санто-Доминго, на обелиске, который некогда возвел в свою честь убитый диктатор, была открыта памятная доска с изображением трёх сестер. Ныне на обелиске написано «Un Canto a la Libertad» (Песня Свободе).
1 февраля 2014 года умерла Деде (Bélgica Adela «Dedé» Mirabal Reyes).
Деде жила в доме, где они родились и работали. Она организовала музей в память о своих сестрах Museo Hermanas Мирабаль, который также расположен в Сальседо.
Деде написала книгу под названием «Жизнь в саду», опубликованная 25 августа 2009 года.

## Покушение
25 ноября 1960 года Патрия, Минерва, Мария Тереза и их водитель Руфино де ла Крус навещали заключённых мужей Марии Терезы и Минервы. Муж Патрии не был заключён в тюрьму, но она пошла с ним для моральной поддержки. По дороге домой их остановили приспешники Трухильо. Сёстры и де ла Крус были разлучены, задушены и забиты дубинками до смерти. Затем тела были собраны и уложены в их джип, который съехал с горной дороги в попытке представить их смерть как несчастный случай.
После того, как Трухильо был убит 30 мая 1961 года, генерал Пупо Роман признался, что лично знал о том, что сёстры были убиты Виктором Алисинио Пенья Риверой, правой рукой Трухильо, вместе с Чириако де ла Розой, Рамоном Эмилио Рохасом, Альфонсо Крузом Валерией и Эмилио Эстрадой Маллетой, сотрудниками его тайной полиции. Что касается того, приказал ли Трухильо совершить убийства или тайная полиция действовала сама по себе, один историк написал: «Мы знаем, что приказы такого рода не могли исходить от какой-либо власти, стоящей ниже национального суверенитета. Это был не кто иной, как сам Трухильо; еще меньше это могло произойти без его согласия». Также один из убийц, Чириако де ла Роса, сказал: «Я пытался предотвратить катастрофу, но не смог, потому что, если бы я это сделал, он, Трухильо, убил бы нас всех».

## В искусстве
- роман «Времена бабочек»[англ.] (1994) Хулии Альварес.
- фильм «Времена бабочек»[англ.] (2001) — экранизация одноименного романа с участием Сальмы Хайек в роли Минервы Мирабаль.
- в романе «Праздник Козла» (2000) Марио Варгаса Льосы несколько раз упоминается убийство сестёр Мирабаль; по книге, оно также служит мотивацией для одного из участников заговора против Трухильо, Антонио Имберта.
- Бернард Дидерик. «Трухильо. Смерть Диктатора» и «Сестры Мирабаль».
- фильм «Тропик крови» / «Trópico de Sangre»[4] (Доминиканская республика, реж. Хуан Делансер, 2010 год).